# Okręg wyborczy Camberwell and Peckham
Okręg wyborczy Camberwell and Peckham powstał w 1997 i wysyła do brytyjskiej Izby Gmin jednego deputowanego. Okręg obejmuje londyńskie dystrykty Camberwell i Peckham.

## Deputowani do brytyjskiej Izby Gmin z okręgu Camberwell and Peckham
| Wybory | Deputowany     | Partia       |
| ------ | -------------- | ------------ |
| 1997   | Harriet Harman | Partia Pracy |